# Sikhanyiso Dlamini
Sikhanyiso Dlamini   (Mbabane, 1 de setembre de 1987) és una princesa i política d'Eswatini. És la filla gran del rei Mswati III d'Eswatini, i és l'actual ministra de Tecnologia de la Informació i la Comunicació del país.

## Joventut i educació
Sikhanyiso Dlamini es va educar a Gran Bretanya en una escola privada mixta, St Edmund's College, Ware (Hertfordshire), on residia a Challoner House. Va continuar estudiant teatre a la Universitat Biola, Califòrnia. El 2012, la princesa Sikhanyiso es va graduar a la Universitat de Sydney amb un màster en comunicació digital. Mentre estava a Austràlia, va residir a Glebe amb la seva ajudant designada pel palau, Yemma Sholo.
És la primera filla d'Inkhosikati LaMbikiza i té més de dos-cents oncles i ties relacionats amb la sang a través del seu avi, el rei Sobhuza II, que va tenir 70 dones i 201 fills. També és una dels seus mil néts a la Casa Reial Dlamini d'Eswatini.
És la primogènita de 30 fills del rei Mswati III i Inkhosikati LaMbikiza. Té 200 ties i oncles, sense incloure els seus cònjuges.
L'any 2001, Mswati III va instituir l'umchwasho, un tradicional ritu de castedat, a Eswatini com a mitjà per combatre l'epidèmia de la SIDA. La princesa es va convertir en un focus de controvèrsia perquè mentre es va quedar a l'estranger, no estava lligada per les restriccions de l'umchwasho. Mentre estudiava a l'estranger, la princesa Sikhanyiso va desenvolupar la reputació d'ignorar o rebel·lar-se contra les tradicions del seu país natal.

## Controvèrsies
El 14 de desembre de 2003, va aparèixer un informe al Times of Swaziland que afirmava que la princesa Sikhanyiso havia anat de viatge als Estats Units d'Amèrica i Gran Bretanya, i que el govern d'Eswatini havia gastat prop d'un milió de lilangeni (uns 100.000 dòlars EUA) en el seu viatge. Posteriorment, l'oficina del primer ministre va emetre un comunicat de premsa negant aquestes afirmacions.
Quan es va retirar l'umchwasho l'any 2005, la princesa Sikhanyiso, aleshores amb 17 anys d'edat, ho va celebrar amb una festa amb música forta i alcohol a la residència de la reina mare. Com a càstig per la falta de respecte de la princesa a la residència reial, durant la qual Mswati va anunciar el seu compromís amb una nova dona, un funcionari que supervisava els afers tradicionals va colpejar la princesa Sikhanyiso amb un bastó.
Al 2006, la princesa va criticar la institució de la poligàmia a Eswatini, dient: «La poligàmia aporta tots els avantatges en una relació amb els homes, i això per a mi és injust i malvat». Posteriorment, la princesa va ser «amordassada» pel Palau Reial i la premsa no va poder contactar amb ella.

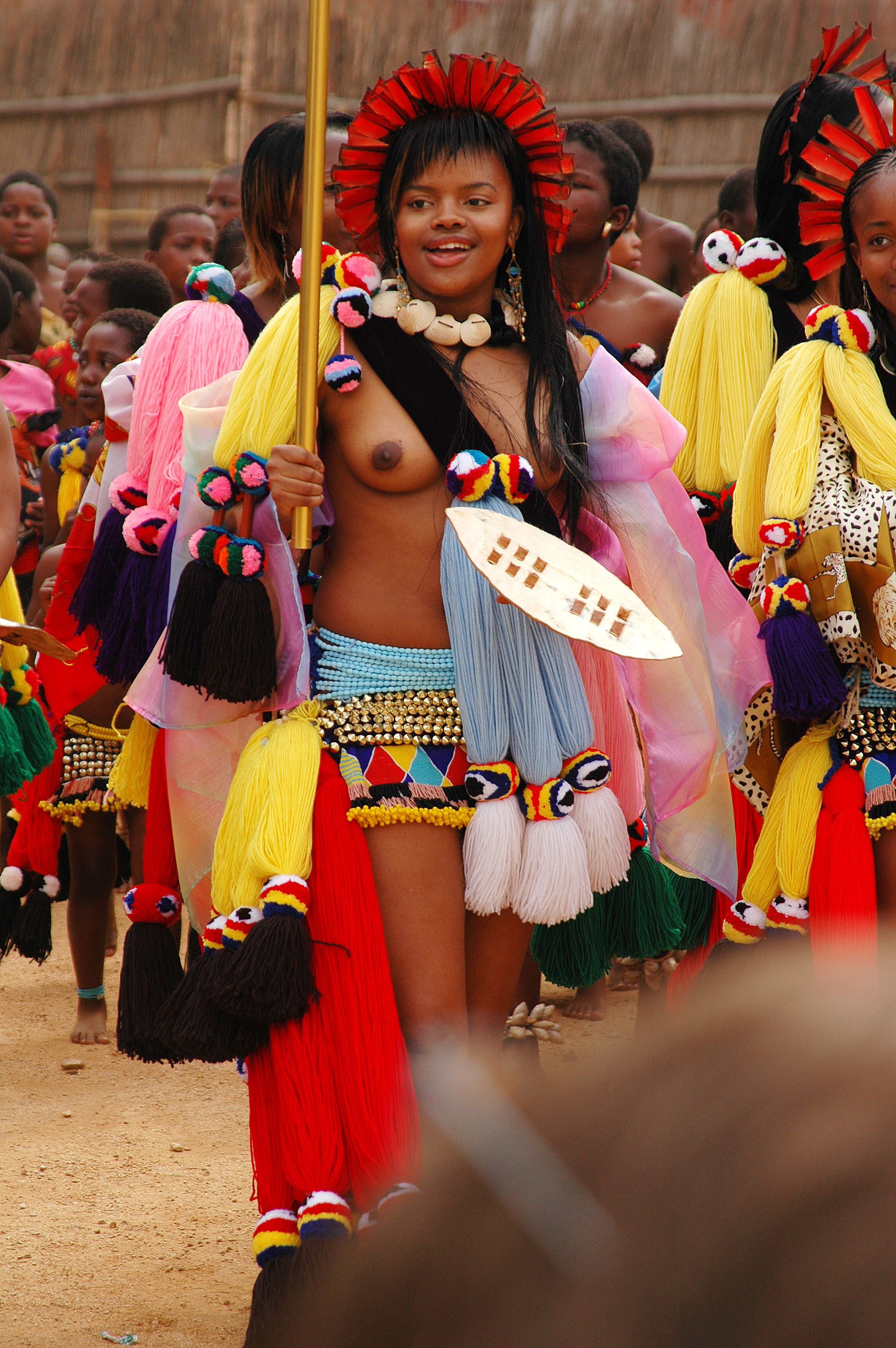
La princesa Sikhanyiso Dlamini al Festival Umhlangael, 2006

Va aparèixer en un documental del 2007 titulat Without the King (Sense el Rei) sobre la monarquia a Eswatini, la disparitat entre la riquesa de la família reial i la pobresa generalitzada dels seus súbdits, i la crisi del VIH/SIDA d'Eswatini.

## Assoliments
El rei va donar suport a la princesa amb el seu llançament de la Fundació Imbali l'abril de 2014. La fundació se centra en la salut, l'educació i l'espiritualitat d' «Imbali YemaSwati» (el regiment de donzelles d'Eswatini encapçalat per l'Inkhosatana (reina consort)). La princesa dirigeix el concurs de bellesa Miss Swaziland Tourism. L'Associació de Sords d'Eswatini va demanar el seu patrocini per Miss Àfrica Sorda i va rebre el suport del govern.
La princesa és una rapera i aspirant a actriu, coneguda per la gent d'Eswatini com «Pashu». Durant la seva breu estada a Malàisia per a un programa de pràctiques a la Universitat de Limkokwing, va gravar un senzill titulat Hail Your Majesty (Salve a la vostra majestat) en honor al seu pare, el rei. El debut de la cançó d'homenatge va rebre una gran ovació a Limkokwing durant l'atorgament d'un doctorat honoris causa al rei Mswati III el 4 de juliol de 2013.
La princesa és membre del consell d'administració de MTN Swaziland, una empresa multinacional de telecomunicacions mòbils. Ha nomenat un empresari de Malàisia, el director de MyStartBiz Sdn Bhd, Muhammad Qadeer, com a enviat especial per a la promoció d'inversions al Regne d'Eswatini.

## Discografia
1. Abeze Kim (junt amb M'du i el príncep Lindani)
2. Hail Your Majesty